# Trichoptya pallens
Trichoptya pallens är en fjärilsart som beskrevs av Moore 1882. Trichoptya pallens ingår i släktet Trichoptya och familjen nattflyn. Inga underarter finns listade i Catalogue of Life.